# Камышинка (приток Чарыша)
Камышинка — река в Краснощёковском районе Алтайского края России. Устье реки находится в 305 км по правому берегу реки Чарыш, в селе Харлово. Длина реки составляет 45 км.

## Притоки
- Мошанка (пр)
- Гляденка (лв)
- Крутянка (пр)
- 16 км: Елбаниха с притоком Шавыриха (пр)
- Щебенюшка (лв)

## Данные водного реестра
По данным государственного водного реестра России относится к Верхнеобскому бассейновому округу, водохозяйственный участок реки — Обь от слияния рек Бия и Катунь до города Барнаул, без реки Алей, речной подбассейн реки — бассейны притоков (Верхней) Оби до впадения Томи. Речной бассейн реки — (Верхняя) Обь до впадения Иртыша.